# Adele Cremonini Ongaro
Adele Cremonini Ongaro (Fidenza, 1908 – Bologna, 1969) è stata un'insegnante e scrittrice italiana.

## Biografia
Adele Cremonini Ongaro passò gran parte della sua vita a Bologna, città in cui esercitava la professione di maestra elementare. Rimasta vedova, crebbe da sola cinque figli.
Nel 1946 inizia a pubblicare libri per bambini e dal 1948 collabora con il Giornalino della Domenica, con lo pseudonimo di Cenerentola. Si dedicò anche alla traduzione di testi classici per l'infanzia per varie case editrici. Scrisse anche un volume di liriche in dialetto bolognese dedicate alla Madonna. Compilò il corso di lettura "Cartelle Nuove" per il primo ciclo della Scuola Elementare. Nel 1966 fu nominata Presidente dell'Istituzione Bolognese per la Protezione dell'Infanzia Abbandonata.
Morì a sessantuno anni nel 1969. Tre anni dopo la sua morte, il 2 giugno 1972, le fu conferita la Medaglia d'oro ai benemeriti della scuola, della cultura e dell’arte. A Bologna esiste una scuola primaria a lei dedicata.